# چیووکووو ژاندووه
چیووکووو ژاندووه (به لهستانی:  Ciółkowo Rządowe) یک روستا در لهستان است که در گمینا اوبرته واقع شده‌است.